# GPUを用いた分子モデリング

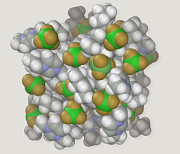
GPUによるイオン溶液のシミュレーション (ソフトウェア：Abalone)

GPUを用いた分子モデリング（GPUをもちいたぶんしモデリング、molecular modeling on GPU）は、グラフィックス・プロセッシング・ユニット（GPU）を用いて分子シミュレーションを行う技術である。
2007年、NVIDIA社は、グラフィックスを表示するだけでなく、科学的な計算にも使用できるビデオカードを発表した。これらのカードは、多数の演算ユニットが並列に動作している（2016年現在、Tesla P100では最大3,584個）。この発表よりずっと前は、ビデオカードの計算能力は純粋にグラフィックス計算の高速化に使われていた。新しくなったのは、NVIDIAがCUDAと呼ばれる高レベルのアプリケーション・プログラミング・インターフェース（API）で並列プログラムの開発を可能にしたことである。この技術により、C/C++言語でプログラムを書けるようになって、プログラミングが大幅に簡素化された。最近では、OpenCLによりクロスプラットフォームでのGPU高速化が可能になった。
量子化学計算や分子力学シミュレーション（古典力学による分子モデリング）は、この技術の有益な応用例である。ビデオカードは計算を何十倍にも高速化できるため、このようなカードを搭載したPCは、一般的なプロセッサを搭載したワークステーションのクラスタに匹敵する能力を持っている。

## GPUで高速化した分子モデリングソフトウェア

### プログラム
- Abalone - 分子動力学 (Benchmark)
- ACEMD - 2009以降、GPUで動作 (2009 Benchmark)
- AMBER GPUバージョン
- Ascalaph GPUバージョン - Ascalaph Liquid GPU
- BigDFT - ウェーブレットに基づくAb initioプログラム
- BrianQC - 量子化学（HFおよびDFT）および分子力学
- Blaze - リガンドベースのバーチャルスクリーニング
- CP2K - Ab initio分子動力学法
- Desmond (software) - GPU、ワークステーション、クラスタ上のソフトウェア
- Firefly - 旧PC GAMESS
- FastROCS
- GOMC - GPU最適化モンテカルロシミュレーションエンジン
- GPIUTMD - 多粒子ダイナミクスのためのグラフィカルなプロセッサ
- GROMACS - GPUバージョン [11]
- HALMD - 高度に高速化された大規模MDパッケージ
- HOOMD-blue - 高度に最適化されたオブジェクト指向の多粒子動力学 - ブルー・エディション
- LAMMPS - GPUバージョン - lammps for accelerators
- LIO - 密度汎関数理論（DFT）に基づくGPU最適化コード
- Octopus - OpenCLをサポート
- oxDNA - GPUによるDNAおよびRNAの粗視化シミュレーション
- PWmat - 平面波密度汎関数法によるシミュレーション
- TeraChem - 量子化学と ab initio 分子動力学
- TINKER - GPU上[12]
- VMD & NAMD  - GPU上 versions
- YASARA - OpenCLを使ってすべてのGPUでMDシミュレーションを実行

### API
- BrianQC - GPU上での量子化学シミュレーションのためのオープンなCレベルAPIで、Q-ChemのGPUアクセラレーションバージョンを提供する。
- OpenMM - GPU上で分子動力学を高速化するためのAPI、v1.0ではGPUで加速したGROMACSを提供
- mdcore - 最新の共有メモリ並列アーキテクチャに基づく分子動力学シミュレーションのための、プラットフォームに依存しないオープンソースのライブラリ

### 分散コンピューティングプロジェクト
- GPUGRID - 分子動力学シミュレーション基盤
- Folding@home - タンパク質フォールディングの解析プロジェクト